# Ruben Hein
Ruben Hein (Bemmel, 8 juni 1982) is een Nederlands zanger, pianist en componist in de jazz- en popmuziek.

## Biografie

### Jeugd en opleiding
Ruben Hein groeide op in de Gelderse plaats Bemmel. Aldaar volgde hij het basisonderwijs op het IKC Pius X. Daaropvolgend doorliep hij het Stedelijk Gymnasium Nijmegen. Na zijn middelbare school ging hij naar het Conservatorium van Amsterdam dat hij in 2008 in de richting Jazzpiano afsloot.

### Blue Note
Hein speelde in de band van Hans Teeuwen en bij Pete Philly & Perquisite. Hij werd tweede op het Nederlands Jazz Vocalisten Concours.
In de zomer van 2010 tekende Hein een contract met het jazzlabel Blue Note. In nauwe samenwerking met producenten Stefan Kruger (Zuco 103) en Fons Merkies nam hij in de Gula-Studio's in Malmö zijn debuutalbum Loose Fit op, dat op 29 oktober 2010 verscheen. Vooruitlopend daarop kwam op 20 augustus 2010 de eerste single Elephants uit. Daarna toerde hij met zijn eigen muziek en speelde hij op diverse festivals in binnen- en buitenland, zoals het North Sea Jazz Festival, Eurosonic Noorderslag en het Java Jazz Festival in Jakarta, Indonesië.
In mei 2011, tijdens een concert ter gelegenheid van de 40-jarige muziekcarrière van Withers, ontmoette Ruben Hein een van zijn grote inspirators Bill Withers. Tijdens dit concert bracht Hein onder andere diens nummer Ain't No Sunshine ten gehore, ten overstaan van Withers zelf en een uitverkocht Theater Carré. Achteraf noemde Hein dit “een van de spannendste momenten in mijn leven”.
In oktober 2011 werkte hij samen met het Metropole Orkest (onder leiding van Jules Buckley) en singer-songwriter Jonathan Jeremiah in een uitverkocht Carré. Van dit concert werd een livealbum uitgegeven, getiteld Ruben Hein Live. Daarnaast stond Hein in december 2011 met Oleta Adams en het Koninklijk Concertgebouw Orkest in het Concertgebouw in Amsterdam.
In 2012 volgde een derde cd, met de titel Revisited. Op deze plaat is Hein meer als pianist te horen. Enkele nummers van Loose Fit worden vrij geïnterpreteerd, maar nadrukkelijk zonder zang. De plaat werd gemaakt met drummer Joost Patocka en bassist Ernst Glerum.
Hein werd in 2011 genomineerd voor twee 3FM Award in de categorie Beste Zanger en Beste Nieuwkomer. Ook kreeg hij een nominatie voor de Edison Publieksprijs. In 2012 won hij een Radio 6 Award in de categorie Beste Soul en werd hij wederom genomineerd voor een Edison, ditmaal voor de Live-cd in de categorie Jazz Vocaal. In 2013 volgde een Radio 6 Award in de categorie Best Man.

### Hopscotch en Edison
Op 29 maart 2013 kwam zijn vierde album uit, getiteld Hopscotch. Deze plaat is opgenomen in de Electric Monkey Studios in Amsterdam en is geproduceerd door Paul Willemsen (Beans & Fatback), die tevens meespeelde en meeschreef aan het album. De overige bandleden op dit album zijn Jesse van Ruller (gitaar), Hugo den Oudsten (bas) en Bram Hakkens (drums). De eerste single van dit album is getiteld Fool By Morning en kwam uit op 5 maart 2013. Voor dit album ontving hij in 2013 de Edison publieksprijs.
In juni 2013 werd Hein bekend bij het grote publiek door zijn muzikale bijdrage in het tv-programma Linda's Zomerweek, waarin hij de favoriete nummers van Linda's gasten vertolkte. Ook in 2014 werkte hij mee aan het programma, dit keer samen met gitarist Paul Willemsen.

### FINK en Radioshow
In 2014 en 2015 speelde hij mee als toetsenist bij de Engelse singer-songwriter Fink, zowel op diens album Hard Believer als bij de Europese tournee van Fink. Hierbij verzorgde Hein ook de achtergrondzang. De band deed concertzalen aan in grote en kleine steden in heel Europa en trad daarnaast op op een aantal festivals, waaronder Lowlands en het Sziget-festival.
Van 2014 tot en met 2015 had Ruben Hein een wekelijkse radioshow "Ruben's Guestlist" op NPO Radio 6.

### Everything I SayenGroundwork Rising
Na de periode met Fink is Hein gaan werken aan een nieuw album. In november 2017 is de ep Everything I Say uitgekomen als voorloper op het album Groundwork Rising. Het gelijknamige nummer Everything I Say is tevens de eerste single van dit album, wat benoemd werd tot 'TopSong' op NPO Radio 2 in december 2017. Op 2 februari 2018 kwam Groundwork Rising uit. Het album is opgenomen in Studio 150 te Amsterdam. Voor het artwork werkte hij met fotografen en videokunstenaars Yani en Jules Bongers. Samen met hen zijn rondom het album 6 video's gemaakt, waarvan Everything I Say de eerste was.
Hein was een van de gastartiesten tijdens Symphonica in Rosso 2017 in de Ziggo Dome waar Simply Red de hoofdartiest was. Enkele jaren daarvoor had hij ook al het voorprogramma van Simply Red verzorgd, destijds ook in de Ziggo Dome.

### Wie is de Mol?2018
In november 2017 werd bekend dat Hein zou meedoen aan het tv-programma Wie is de Mol? De eerste uitzending was op 6 januari 2018 en begon in vijf verschillende steden, in vijf verschillende landen. Hein startte samen met Olcay Gulsen in Kazachstan. Uiteindelijk speelde het seizoen zich af in Georgië. In de negen uitzendingen die volgden wist Hein zich naar de finale te werken en als enige de mol van dat seizoen, Jan Versteegh, te ontmaskeren, waardoor hij seizoenswinnaar werd.

### OCEANS en Sounds Of The South

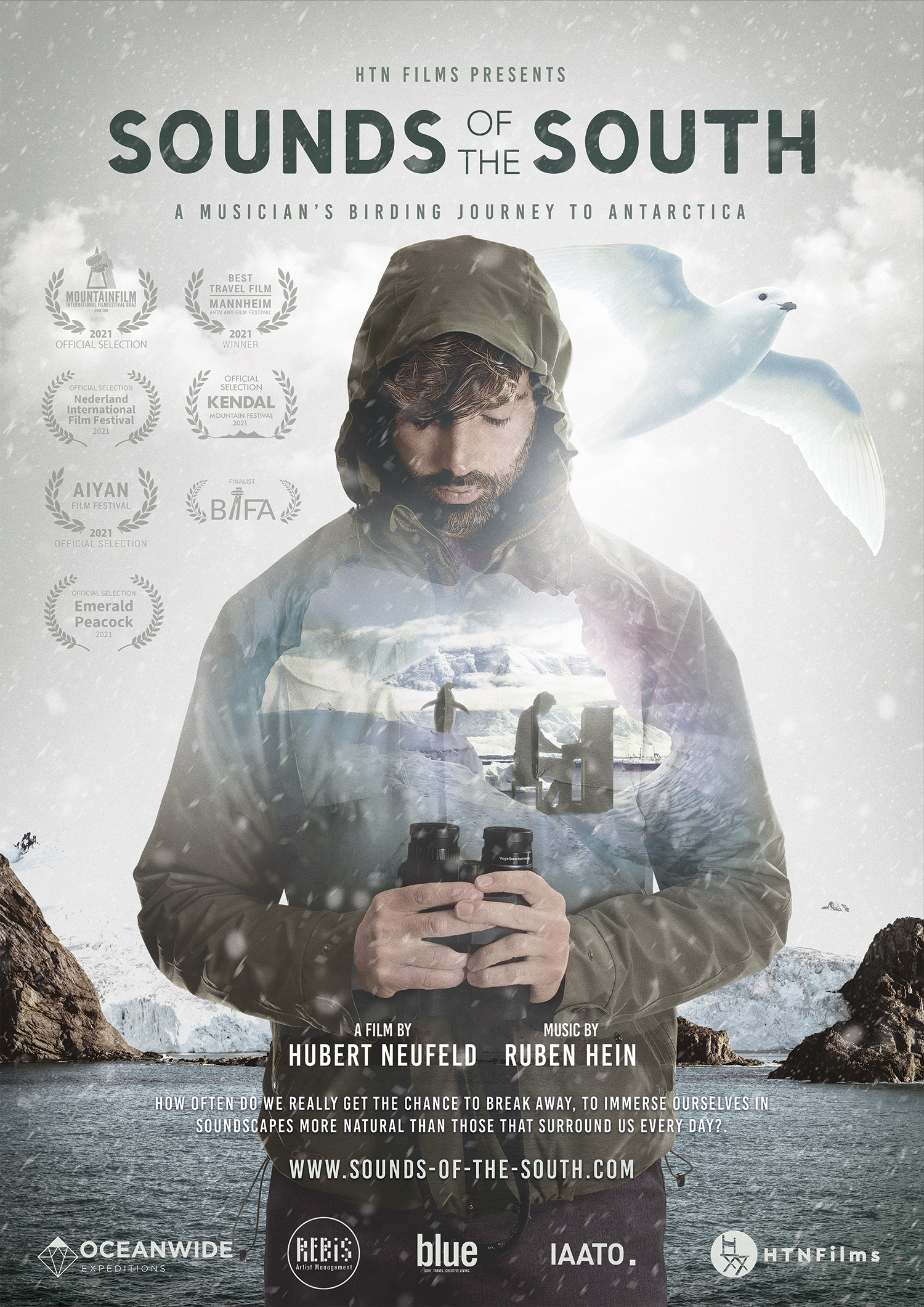
De poster van de documentaire 'Sounds Of The South'.

Van februari tot maart 2020 begon Ruben aan een reis van 22 nachten naar de Falklandeilanden, South Georgia en het Antarctisch Schiereiland. Deze nog ongerepte gebieden staan bekend om hun kolossale zeevogelkolonies en een overvloed aan zeeleven, monsterlijke gletsjers en ruig mooie kustlijnen, en laten bezoekers een kant van de planeet zien die maar weinigen van ons ooit hebben meegemaakt. Tijdens deze Artist In Residency legt hij in een ministudio in zijn cabine op het schip de eerste ideeën vast voor zijn nieuwe project. Ruben ging op zoek naar een manier om zijn twee diep gekoesterde interesses, natuur en muziek, met elkaar te combineren.
Uit deze reis, op zoek naar inspiratie voor zijn volgende album, is de documentaire Sounds Of The South ontstaan. Deze documentaire, geregisseerd door Hubert Neufeld en bedekt met Ruben zijn eigen originele muziek, probeert een deel van de magie van zijn reis naar deze wonderbaarlijke andere wereld vast te leggen. De documentaire kreeg haar eerste publieke vertoning op het Mountainfilm International Filmfestival Graz op 11 november 2021. Naast dat de documentaire werd vertoond in Graz, Oostenrijk werd Sounds Of The South, onder andere, ook op filmfestivals in Toronto (Canada), Colorado (US), London (UK), Amsterdam (Nederland), Mannheim (Duitsland) en Chennai (India) afgespeeld.
In samenwerking met M&N media is de documentaire in Nederland op 4 april 2022 in première gegaan. Waar het vervolgens deel uitmaakte van het concept 'Nature On Tour' en door heel Nederland in verschillende bioscopen werd vertoond.
Op 25 februari 2022 verscheen Ruben zijn zevende album 'OCEANS'. Het album is opgenomen in Wisseloord Studios te Hilversum met producer Ferdy van der Singel en engineer Matthijs Kievit. Voor het artwork werkte hij samen met fotografen en videokunstenaars Yani en Paul Postma.

## Discografie

### Albums
| Album met eventuele hitnotering(en) in de Nederlandse Album Top 100 | Datum van verschijnen | Datum van binnenkomst | Hoogste positie | Aantal weken | Opmerkingen |
| ------------------------------------------------------------------- | --------------------- | --------------------- | --------------- | ------------ | ----------- |
| OCEANS                                                              | 25-02-2022            |                       |                 |              |             |
| Groundwork Rising                                                   | 2018                  |                       |                 |              |             |
| Everything I Say (ep)                                               | 2017                  |                       |                 |              |             |
| Dressed Up                                                          | 2014                  |                       |                 |              |             |
| A Song For You (ep)                                                 | 2013                  |                       |                 |              |             |
| Hopscotch                                                           | 29-03-2013            | 06-04-2013            | 48              | 5*           |             |
| Ruben Hein Live                                                     | 12-10-2011            | -                     |                 |              |             |
| Revisited                                                           | 2012                  | -                     |                 |              |             |
| Loose Fit                                                           | 29-10-2010            | 06-11-2010            | 16              | 14*          |             |

Jaap Brienen · Vincent Gerhardt · Angelique Houtveen · Pieter Kok · Corné Klijn · Winfried Baijens · Mijke van Wijk · Co de Kloet · Astrid de Jong · Gerard Ekdom · Ruben Hein · Tuffie Vos · Edwin Rutten · Jeroen Kijk in de Vegte · Rudy Mackay · Alfred van de Wege · Giel Beelen · Leo Blokhuis · Dolf Jansen · Frank Jochemsen · Wilfried de Jong